# Roquette Frères
Pour les articles homonymes, voir Roquette.
Roquette est une entreprise agroindustrielle française produisant, à partir de végétaux comme le maïs, le blé, la pomme de terre, le pois, la cellulose et les algues, des ingrédients d’origine végétale (amidons, sirops de glucose, etc.polyols, ). Les produits trouvent notamment des applications dans les domaines de l'alimentation humaine et animale, la fabrication d'excipients pharmaceutiques et la fabrication de papier.

## Histoire
Les frères Dominique (1890-1952) et Germain Roquette (1897-1970) sont les fils de Henri-Théodore-Clair-Jean-Denis-Louis Roquette, né à Saint-Amans-des-Cots le 25 septembre 1859 et mort à Rodez le 17 avril 1930, avocat et homme politique français.
En 1933, les frères Dominique et Germain alors courtiers en grains à Lille et forts de leur connaissance de l'industrie textile locale, alors demandeuse de fécule de pomme de terre, décident de fonder une féculerie sur un vaste terrain non loin de Lille, à Lestrem. Grâce à l'aide technique d'Adam Grünewald (1911-1967), l'usine produit de la fécule, puis, à partir de 1935, du glucose et de la dextrine l'année suivante.
L'entreprise se lance dans l'amidonnerie de maïs en 1946 et de blé peu après.
En 1951, un laboratoire de recherche est mis en place et facilite, entre autres, le début de la production de sorbitol. De nombreux brevets sont déposés chaque année.
En 2018, la société rachète 100% de l'américain Sethness, décrit comme le leader mondial des colorants caramel pour l'alimentation et la boisson,. Roquette reprend les quatre usines de Sethness (Chine, Inde, Etats-Unis, France) et ses 250 salariés.
En 2020, la fortune de la famille Roquette est estimée à 3,2 milliards d'euros.
En juillet 2023, Roquette annonce l'acquisition de Qualicaps, filiale de fabrications de pilules de Mitsubishi Chemical.
En mars 2024, International Flavors and Fragrances annonce la vente pour 2,85 milliards de dollars de ses activités pharmaceutiques à Roquette Frères. Cette acquisition, la plus grosse de l'histoire de Roquette Frères, est finalisée en mai 2025, et fait passer le chiffre d'affaires de la société à 6 milliards d'euros annuels. Roquette Frères, qui réalisait auparavant 80% de son chiffre d'affaires dans l'agroalimentaire, et 15 % dans le secteur pharmaceutique, réalise désormais environ 30 % de son chiffres d'affaires dans la pharmacie, un secteur généralement trois fois plus rentable. Et l'acquisition ajoute 1000 salariés aux 10 000 déjà présents. Parallèlement à l'acquisition d'IFF, Roquette met en vente Sethness en mars 2025. Selon les syndicats, le demi-milliard qui devrait être tiré de la vente doit permettre de financer l'achat d'IFF,.

## Sites industriels et productions
Roquette Frères compte vingt-cinq sites de productions en Europe, en Amérique du Nord et en Asie.

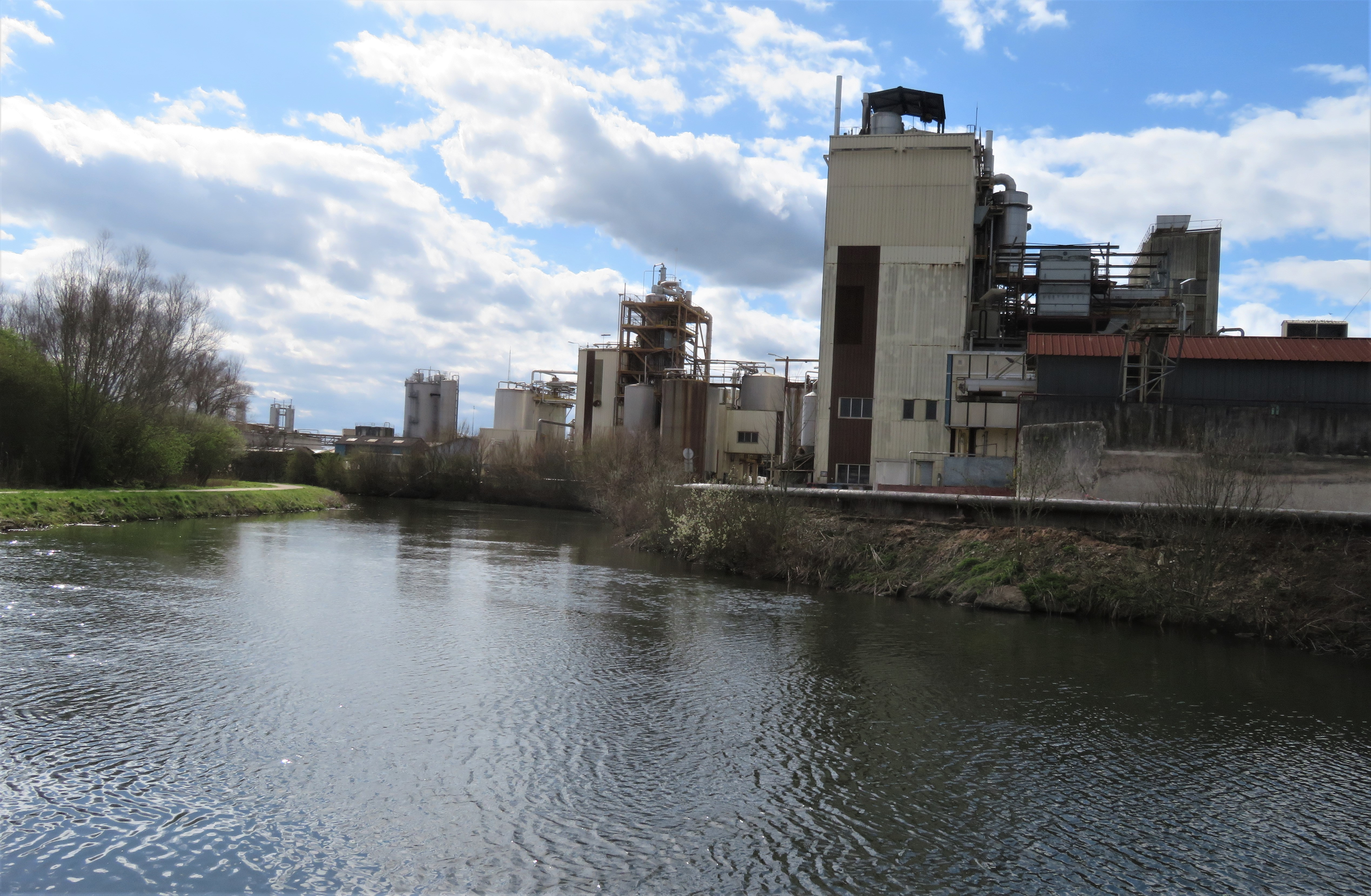
Usine Roquette Frères à Vecquemont

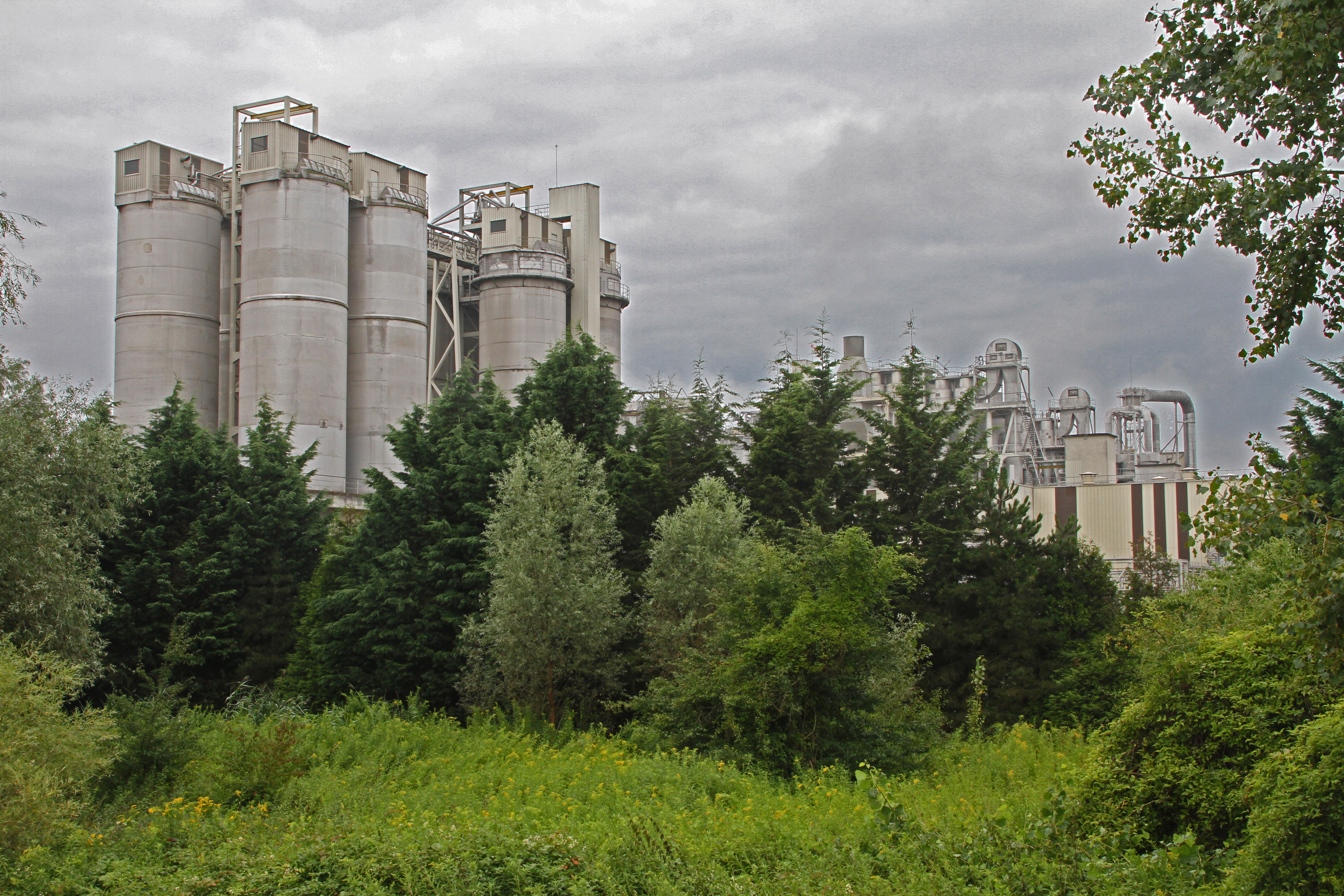
Usine Roquette Frères à Beinheim

Quatre sites de productions sont implantés en France :
- le site de Lestrem (Pas-de-Calais) abrite le siège social et s'étend sur deux autres villes voisines : La Gorgue et Merville,
- celui de Vecquemont (Somme) est affecté à la féculerie de pomme de terre,
- celui de Vic-sur-Aisne (Aisne) est affecté à l'amidonnerie et protéinerie de pois,
- et celui de Beinheim (Bas-Rhin) est affecté à l'amidonnerie de maïs et de blé.

La gamme de produits se divise en cinq catégories principales :
- amidons natifs et protéines ;
- amidons physiquement et chimiquement modifiés ;
- produits hydrolysés et isomérisés (sirops de glucose et isoglucose) ;
- produits hydrogénés (polyols dont isomalt, sorbitol, maltitol, mannitol et xylitol) ;
- produits dérivés de procédés de fermentation et chimie fine (cyclodextrines, delta-gluconolactone, lactates, érythorbates).

## Controverses
- La société a fait l'objet d'une abondante jurisprudence de la Cour de justice de l'Union européenne portant le nom de la société. Parmi les arrêts notables figurent notamment l'arrêt dit « Isoglucose »[14] de 1980 qui consacre le principe fondamental de démocratie dans l'Union ainsi que le droit du Parlement européen à être consulté par le Conseil dans le cadre de la procédure de consultation, et l'arrêt du 22 octobre 2002[15] qui marque l'évolution de la jurisprudence de la Cour en matière du droit à l'inviolabilité du domicile.
- En 2018, l'entreprise est accusée d'avoir fiché ses employés sur des listes noires, informations relayées par le magazine Capital. La direction se défend en affirmant à Capital que « Roquette assure avoir régulièrement recours à des prestations externes pour améliorer ses processus et sa performance. Dans le cas présent, nous découvrons qu’un consultant a agi de manière inappropriée dans le cadre de sa mission et a établi un document non demandé par Roquette »[16],[17],[18].
- En 2021, le parquet de Lille accuse Christophe Roquette, administrateur de l'entreprise, de complicité d'achat de voix lors d'un vote interne[19]. Il est relaxé l'année suivante.
- Le site de Lestrem est l'un des plus gros émetteurs industriels français de dioxyde de carbone, avec plus de 500 000 tonnes produites par an[20].